# 费边 (纽约州)
费边（英語：Fabius）是位于美国纽约州奥农多加县的一个镇，地处雪城南部。2010年美国人口普查时，该镇有1964人。其名称是以古罗马政治家、军事家费边·马克西姆斯的名字命名的。